# Morumo 1/10
Morumo 1/10 est un manga de Hiroshi Aro.

## Synopsis
Morumo est une gentille fille sans histoires, ou presque : elle mesure plus de dix mètres de haut. D'origine extraterrestre, elle est tombée du ciel bébé, puis fut élevée par un couple terrien. Ayant grandi, elle vit dans un chapiteau de cirque. Pour pouvoir payer ses vêtements et sa nourriture, elle porte des affiches publicitaires sur elle quand elle va à l'école.
Un jour, un savant fou lui injecte un sérum, et Morumo prend la taille d'une fille normale.